# Cryptoblepharus
Cryptoblepharus – rodzaj jaszczurek z podrodziny Lygosominae w obrębie rodziny scynkowatych (Scincidae).

## Zasięg występowania
Rodzaj obejmuje gatunki występujące w południowo-wschodniej Azji, wschodniej Afryce, wyspach Oceanu Indyjskiego, zachodniej Ameryce Południowej oraz Australii i Oceanii. 

## Systematyka
Rodzaj zdefiniował w 1834 roku niemiecki zoolog Arend Friedrich August Wiegmann w publikacji własnego autorstwa poświęconej herpetologii Meksyku. Gatunkiem typowym jest C. poecilopleurus.

### Etymologia
- Cryptoblepharus: gr. κρυπτος kruptos ‘ukryty’[4]; βλεφαρων blepharōn ‘powieka’[5].
- Petia: etymologia niejasna, Gray nie wyjaśnił znaczenia nazwy rodzajowej[2].

### Podział systematyczny
Do rodzaju należą następujące gatunki: 

- Cryptoblepharus adamsi Horner, 2007
- Cryptoblepharus africanus (Sternfeld, 1918)
- Cryptoblepharus ahli Mertens, 1928
- Cryptoblepharus aldabrae (Sternfeld, 1918)
- Cryptoblepharus ater (Boettger, 1913)
- Cryptoblepharus australis (Sternfeld, 1918)
- Cryptoblepharus balinensis Barbour, 1911
- Cryptoblepharus bitaeniatus (Boettger, 1913)
- Cryptoblepharus boutonii (Desjardins, 1831)
- Cryptoblepharus buchananii (Gray, 1839)
- Cryptoblepharus burdeni Dunn, 1927
- Cryptoblepharus caudatus (Sternfeld, 1918)
- Cryptoblepharus cognatus (Boettger, 1881)
- Cryptoblepharus cursor Barbour, 1911
- Cryptoblepharus cygnatus Horner, 2007
- Cryptoblepharus daedalos Horner, 2007
- Cryptoblepharus egeriae (Boulenger, 1889)
- Cryptoblepharus eximius Girard, 1858
- Cryptoblepharus exochus Horner, 2007
- Cryptoblepharus fuhni Covacevich & Ingram, 1978
- Cryptoblepharus furvus Horner, 2007
- Cryptoblepharus gloriosus (Stejneger, 1893)
- Cryptoblepharus gurrmul Horner, 2007
- Cryptoblepharus juno Horner, 2007
- Cryptoblepharus keiensis (Roux, 1910)
- Cryptoblepharus leschenault (Cocteau, 1832)
- Cryptoblepharus litoralis (Mertens, 1958)
- Cryptoblepharus megastictus Storr, 1976
- Cryptoblepharus mertensi Horner, 2007
- Cryptoblepharus metallicus (Boulenger, 1887)
- Cryptoblepharus nigropunctatus (Hallowell, 1861)
- Cryptoblepharus novaeguineae Mertens, 1928
- Cryptoblepharus novocaledonicus Mertens, 1928
- Cryptoblepharus novohebridicus Mertens, 1928
- Cryptoblepharus ochrus Horner, 2007
- Cryptoblepharus pannosus Horner, 2007
- Cryptoblepharus plagiocephalus (Cocteau, 1836)
- Cryptoblepharus poecilopleurus (Wiegmann, 1836)
- Cryptoblepharus pulcher (Sternfeld, 1918)
- Cryptoblepharus quinquetaeniatus (Günther, 1874)
- Cryptoblepharus renschi Mertens, 1928
- Cryptoblepharus richardsi Horner, 2007
- Cryptoblepharus ruber Börner & Schüttler, 1981
- Cryptoblepharus rutilus (Peters, 1879)
- Cryptoblepharus schlegelianus Mertens, 1928
- Cryptoblepharus tytthos Horner, 2007
- Cryptoblepharus ustulatus Horner, 2007
- Cryptoblepharus virgatus (Garman, 1901)
- Cryptoblepharus voeltzkowi (Sternfeld, 1918)
- Cryptoblepharus wulbu Horner, 2007
- Cryptoblepharus xenikos Horner, 2007
- Cryptoblepharus yulensis Horner, 2007
- Cryptoblepharus zoticus Horner, 2007